# Liste des noms français de toponymes gallos
Cet article dresse une liste des noms français de toponymes gallos.

## Région
| Français | Gallo   |
| -------- | ------- |
| Bretagne | Bertègn |

## Départements
| Français         | Gallo             |
| ---------------- | ----------------- |
| Morbihan         | Morbihan          |
| Côtes-d'Armor    | Côtes-d’Ahaot     |
| Ille-et-Vilaine  | Ile-e-Vilène      |
| Loire-Atlantique | Louére-de-Bertègn |

## Villes principales

### Ille-et-Vilaine
- Rennes → Rene
- Châteaugiron → Chaojon
- Combourg → Comboute
- Dol-de-Bretagne → Dou
- Fougères → Foujër
- Montfort-sur-Meu → Monfort-la-Cane
- Redon → Rdon
- Saint-Malo → St-Mâlo
- Vitré → Vitrë

### Morbihan gallo
- La Gacilly → La Gacillë
- Josselin → Joslein
- Malestroit → Maltrë
- Ploërmel → Plleurmè
- Questembert → Qhitembé

### Côtes-d'Armor gallèses
- Saint-Brieuc → St-Berieu
- Dinan → Dinan
- Lamballe → Lambale
- Loudéac → Loudia

### Loire-Atlantique
- Nantes → Naonte
- Ancenis → Anceni
- Châteaubriant → Châteouberiaont
- Clisson → Cllisson
- Guérande → Gherande
- Pornic → Porni
- Saint-Nazaire → St-Nâzére

## Hydronymes
- Le Couesnon → le Couânon
- l'Ille → l'Ile
- la Loire → la Louére
- la Vilaine → la Vilène

## Autres

### Sites
- Mont-Saint-Michel → Mont-St-Michè
- Brocéliande → Bercilien

Certains lieux ont gardé leurs noms gallos sans qu'ils soient francisés :
- La Goule ès Fées

### Haute-Bretagne
- Régis Auffray, Noms de communes et gros lieux-dits en gallo, liste établie à partir du dictionnaire Le Petit Matao aux Éditions  Rue des Scribes, Du galo en Bertègn, 2022 (livre numérique).
- Guillaume Béchard, Les Noms de lieux en pays gallo, Presses Bretonnes, Saint-Brieuc, 1968.
- Jean-Yves Le Moing, Les Noms de lieux bretons en Haute-Bretagne, Coop Breizh, 1990.

#### Côtes-d'Armor
- Claude Bourel, Dictionnaire des lieux-dits du canton de Ploeuc-sur-Lié, Rue des Scribes, 2009.
- Jean-Luc Ramel, Alain-Joseph Raude, Liste des communes galaises du département des Côtes-d'Armor, Maezoe, 2003.
- Bernard Tanguy, Dictionnaire des noms de communes, trèves et paroisses des Côtes-d'Armor : origine et signification, ArMen-Le Chasse-marée, 1992.

#### Ille-et-Vilaine
- Guillaume Béchard, avec Christophe Derbrée, Les Noms de lieux de la région de Saint-Malo – De la toponymie à l’histoire, Label LN, 2015.
- Mathieu Guitton, Bèrtran Ôbrée, Noms de lieudits et de personnes à Médréac (35), Chubri, 2008 (livre numérique).
- Mathieu Guitton, Bèrtran Ôbrée, Noms de lieudits et de personnes à Rennes (35), Chubri, 2009 (livre numérique).
- René de Laigue, « Étude sur les noms de lieu de la paroisse de Bains cités dans le Cartulaire de Redon », in Annales de Bretagne et des pays de l'Ouest n°23, 1907, pp.204-216.
- Joseph Loth, Georges Saint-Mleux, « À propos des noms de lieu du Poulet », in Revue celtique n°32, 1911, pp.32-63.
- Jean-Luc Ramel, Alain-Joseph Raude, Liste des communes du département de l'Ille-et-Vilaine, Maezoe, 2003.

#### Loire-Atlantique
- Mathieu Guitton, Bèrtran Ôbrée, avec François Dousset, Noms de lieudits et de personnes à Petit-Mars (44), Chubri, 2008 (livre numérique).
- Mathieu Guitton, Bèrtran Ôbrée, Noms en gallo de communes en Loire-Atlantique, Chubri, 2014 (livre numérique).
- Henri Quilgars, Dictionnaire topographique du département de la Loire-Inférieure comprenant les noms de lieu anciens et modernes, Librairie ancienne et moderne L. Durance, 1906.
- Jean-Luc Ramel, Alain-Joseph Raude, Liste des communes du département de Loire de Bretagne, Maezoe, 2003.
- Hervé Tremblay, Dictionnaire des noms de lieux de Bouvron, Goubault imprimeur, 1994.
- Hervé Tremblay, Hydronymie de Guenrouet et Bouvron, Goubault imprimeur, 1986.
- Hervé Tremblay, Noms de lieux et itinéraires anciens en Loire-Atlantique : de Nantes à la Vilaine et au Brivet, Goubault imprimeur, 1996.
- Hervé Tremblay, Remarques sur le parler roman et les noms de lieux de Loire-Atlantique, Goubault imprimeur, 1991.

#### Morbihan
- Mathieu Guitton, Bèrtran Ôbrée, Noms de lieudits et de personnes à Saint-Martin (56), Chubri, 2008 (livre numérique).
- Mathieu Guitton, Bèrtran Ôbrée, Noms en gallo de communes du Morbihan, Chubri, 2014 (livre numérique).
- Jessica Haumont, Bèrtran Ôbrée, Noms de lieudits et de personnes à Nivillac et Saint-Dolay (56), Chubri, 2015 (livre numérique).
- Jean-Luc Ramel, Alain-Joseph Raude, Liste des communes galaises du département du Morbihan, Maezoe, 2003.
- Louis Rosenzweig, Dictionnaire topographique du département du Morbihan, Imprimerie impériale, 1870.